# Nitocrella hypogaea
Nitocrella hypogaea är en kräftdjursart som beskrevs av Shen och Tai 1973. Nitocrella hypogaea ingår i släktet Nitocrella och familjen Ameiridae. Inga underarter finns listade i Catalogue of Life.